# チルガテリウム
チルガテリウム（学名：Chilgatherium）は、ゾウ目デイノテリウム科の絶滅した属である。

## 発見
1998年から2003年にかけてエチオピアのアムハラ州チルガ地区で、数点の歯の化石が発見される。名前も発掘地域にちなんで「チルガ ( Chilga ) 」の「獣 ( therium )」と命名された (2004)。
また 2010年にエジプトで発掘された臼歯のついた下顎骨の一部もチルガテリウムのものと考えられている。

## 生息時代・生息域
約2,800万 - 2,700万年前の新生代古第三紀漸新世後期に生息していた。従来のデイノテリウム科の化石は新第三紀のものであるため、チルガテリウムは現在確認されている最古のデイノテリウム科の種属とされる。
アフリカ大陸にのみ生息しており、他地域への拡散は新第三紀以降のプロデイノテリウムの登場を待つことになる。

## 形態
体の大きさは、ゾウ目の中でも大型のデイノテリウム科にしては小さく、チルガテリウムの肩の高さは約2メートル、体重は 1.5トン程度と推定されている。
しかし、切歯の骨も見つかっておらず、主に臼歯のみで推定していることから、不明な点が多い。

### 臼歯の特徴 (他デイノテリウム科との違い)
デイノテリウム / プロデイノテリウム の臼歯は、横堤歯(ロフォドント)と呼ばれる稜のある臼歯が特徴で、特に第一大臼歯(M1/m1)以外は2つの稜を持つバイロフォドント構造である。
対して、チルガテリウムの臼歯は、稜(ロフ)を持つものの丘状歯(ブノドント)に近い形状で、第二・第三大臼歯にも3つ目の稜が存在する。
このような原始長鼻目(ヌミドテリウム等)の臼歯である丘状歯とデイノテリウムの横堤歯の中間形態ともいえるチルガテリウムの臼歯は、ブノロフォドントと呼ばれ、デイノテリウムの起源を示すと考えられている。一方で丘状歯の形質を併せ持つことからそもそもヌミドテリウム科との代替的な考察もされている。

## 分類
- 上位分類

デイノテリウム科 Deinotheriidae
チルガテリウム亜科 Chilgatheriinae
臼歯がデイノテリウム科の特質を備えてはいるが、同科の他2属（プロデイノテリウム属およびデイノテリウム属）と比べて基本構造が異なるため、属のみならず亜科レベルの相違であると判断され、新種発表の際に合わせて独自の亜科への分類が提言されている。
- 下位分類

Chilgatherium harrisi 一種のみ